# 舫欧

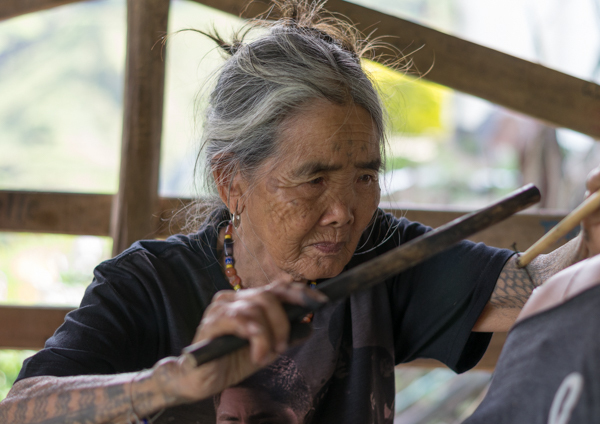
舫欧

舫欧（约1917年2月17日或1919年3月6日—）是来自菲律宾卡林阿省的一位纹身艺术家。与大多数菲律宾人不同，她不会说他加禄语、菲律宾语或英语。她只會說伊洛卡诺语以及她的母语。 2023年4月，106岁的舫欧登上了菲律宾版的Vogue封面，成为有史以来登上Vogue封面的最年长的人。 